# Où veux-tu qu'je r'garde?
Où veux-tu qu'je r'garde? è il primo album in studio del gruppo rock francese Noir Désir, pubblicato nel 1987.

## Tracce
1. Où veux-tu qu'je r'garde – 4:43
2. Toujours être ailleurs – 4:32
3. La Rage – 3:13
4. Pyromane – 4:22
5. Danse sur le feu Maria – 3:56
6. Lola – 5:10